# Boleścin (Trzebnica, Baja Silesia)
Boleścin (alemán: Eichendorf) es una localidad del distrito de Trzebnica, en el voivodato de Baja Silesia (Polonia). Se encuentra en el suroeste del país, dentro del término del municipio de Trzebnica, a unos 9 km al sudeste de la localidad homónima, sede del gobierno municipal y capital del distrito, y a unos 18 al nordeste de Breslavia, la capital del voivodato. Boleścin perteneció a Alemania hasta 1945.